# Teologia ciała

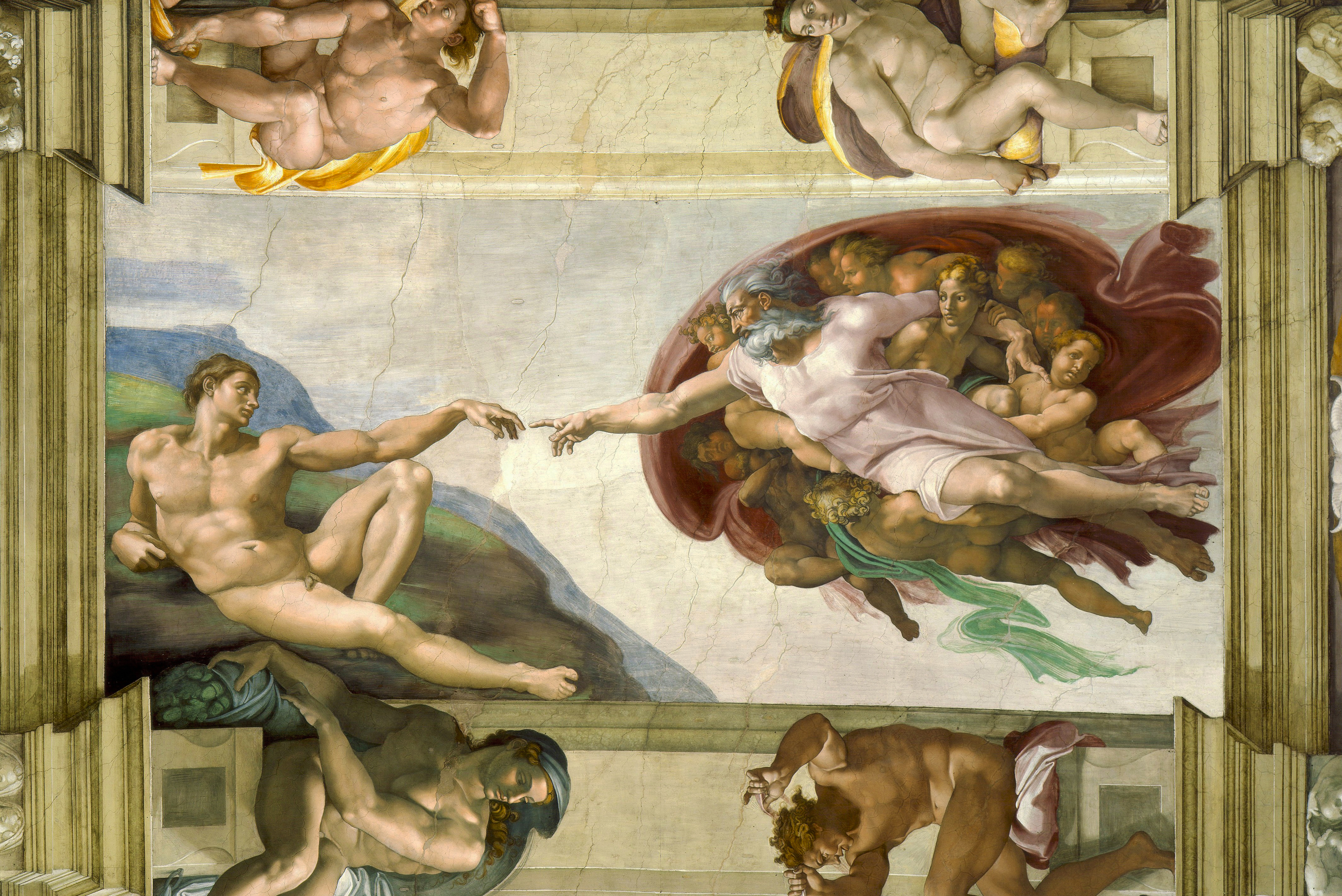
Michał Anioł, stworzenie Adama i Ewy, fresk w kaplicy Sykstyńskiej.

Teologia ciała – dział teologii i nurt refleksji chrześcijańskiej, przede wszystkim w ramach katolicyzmu, na temat roli ciała ludzkiego w miłości małżeńskiej, wywodzący się bezpośrednio z nauczania papieża Jana Pawła II.

## Geneza
W ramach audiencji środowych w latach 1979-84 wygłosił on katechezy o małżeństwie, które zyskały miano „teologii ciała” . Papież ten sam wielokrotnie użył tego terminu w swych katechezach. Materiału do nauczania teologii ciała w czasie audiencji generalnych dostarczyła książka, którą Karol Wojtyła przygotował jako kardynał i której nie zdążył opublikować, gdyż został wybrany biskupem Rzymu. George Weigel określił teologię ciała Jana Pawła II jako „jedną z najodważniejszych rekonfiguracji teologii katolickiej w ciągu wieków”. Stwierdził też, że jest to „rodzaj teologicznej bomby zegarowej, której wybuch, z dramatycznymi konsekwencjami, nastąpi gdzieś w trzecim tysiącleciu Kościoła”. Choć nazwa jest nowa, elementy teologii ciała można dostrzec w nauczaniu Kościoła i teologów chrześcijańskich od samego początku. Jan Paweł II w swym nauczaniu powrócił do ujęć biblijno-patrystycznych, by poddać je pogłębionej analizie o charakterze personalistycznym. Rozpoczynając swą refleksję od początku, od stworzenia Adama w jego pierwotnej samotności, papież następnie analizował stworzenie Ewy, która wśród wszystkich stworzeń jako jedyna mogła zapełnić pierwotną samotność Adama, tworząc z nim „komunię osób”. Dalej papież przeszedł do interpretacji miłości małżeńskiej i oblubieńczego sensu ciała w historycznej doczesności po grzechu pierworodnym, by z kolei skierować swą refleksję ku rozważeniu ostatecznego wypełnienia się miłości w Królestwie Bożym w zmartwychwstaniu ciał.

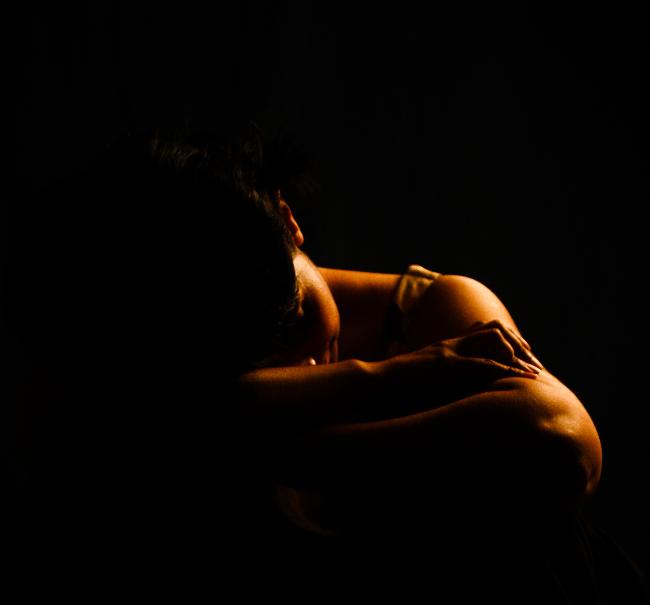
Jan Paweł II nauczał, że stworzenie Ewy było darem Boga dla Adama, przełamującym jego pierwotne ludzkie doświadczenie samotności. W swej książce o teologii ciała analizował, czym jest “komunia osób" mężczyzny i kobiety wyrażona poprzez ich ciała, noszące w sobie sens oblubieńczy.

## Zasadnicze tematy
Jan Paweł II swą teologię ciała rozwinął, wpisując ją w dzieje ludzkości, rozumiane jako święta historia zbawienia: od stworzenia do ostatecznego wypełnienia się Królestwa Bożego w zmartwychwstaniu ciał. Drugą istotną cechą refleksji jest bliskość źródłom biblijnym. Papież inspirował się w tym odnową teologii, dokonaną przez Sobór watykański II (1962–1965 r.). Obszernie medytował biblijną wizję ciała ludzkiego.
Rozwój refleksji papieskiej, kolejne istotne etapy analizy teologicznego znaczenia ciała można prześledzić dzięki tytułom czterech części książki. W wydaniu lubelskim katechez z 2001 r. zostały one opublikowane w czterech osobnych tomach, wraz z komentarzami:
1. Chrystus odwołuje się do początku – w tej części biskup Rzymu dokonał próby rekonstrukcji miłości mężczyzny i kobiety przed grzechem pierworodnym. Zrozumienie miłości u jej początków, u zarania dziejów, rzuca, według papieża, ogromne światło na teologię ciała w doczesności.
2. Chrystus odwołuje się do serca – papież analizuje w tej części miłość w obecnej rzeczywistości historycznej, tak jak ją przeżywa ludzkość doświadczająca z jednej strony konsekwencji upadku Adama i Ewy, z drugiej zaś odkupienia przez misterium paschalne Chrystusa.
3. Chrystus odwołuje się do zmartwychwstania – w części tej autor dokonuje próby analizy miłości oblubieńczej, takiej jaką będzie ona po zmartwychwstaniu. Omówił tu rozumienie zmartwychwstania ciała u Synoptyków i w Listach św. Pawła. Ze szczególną uwagą prześledził rolę ciała w dwóch powołaniach chrześcijańskich: w małżeństwie i bezżenności dla Królestwa.
4. Sakrament – w ostatniej części swych katechez Jan Paweł II nauczał o sakramencie małżeństwa w świetle odnowionej przez Sobór biblijno-patrystycznej wizji sakramentu jako tajemnicy.

Katechezy opisują więc miłość między mężczyzną i kobietą wyrażoną poprzez ciało w czterech zasadniczych okresach historii zbawienia: 
1. ludzkość w stanie pierwotnej niewinności (stworzenie)
2. Ludzkość upadła (upadek)
3. Ludzkość odkupiona (przyjście Chrystusa)
4. Ludzkość uwielbiona (powtórne przyjście Chrystusa)

Okres drugi i trzeci obejmuje rzeczywistość historyczną, którą znamy.

### Znaczenie stworzenia człowieka mężczyzną i kobietą
Według Papieża teologia ciała jest w swej istocie refleksją nad tym kim jest człowiek w swej płciowości:

Teologia ciała, która od początku jest związana ze stworzeniem człowieka na obraz Boży, staje się, w pewien sposób, także teologią płci, lub raczej teologią męskości i kobiecości (7 listopada 1979 r.).

Stworzenie człowieka mężczyzną i niewiastą ukazuje według Papieża nie tylko różnicę, ale przede wszystkim komplementarność. Oznacza to, że nie można zrozumieć męskości bez odniesienia do kobiecości i odwrotnie. „Męskość i kobiecość wyrażają dwojaki aspekt somatycznej konstytucji człowieka”. Można więc mówić według Jana Pawła II o „dwóch różnych «wcieleniach»”, czyli „dwóch sposobach «bycia ciałem» tej samej istoty ludzkiej, stworzonej «na obraz Boży» (Rdz l, 27)”. Są one dwoma komplementarnymi doświadczeniami cielesności w otwartości człowieka wobec Boga.

## Recepcja teologii ciała Jana Pawła II
Według Andrzeja Fistera-Stogi, teologia ciała spotkała się z żywym przyjęciem przede wszystkim w Stanach Zjednoczonych, głównie za sprawą katolików świeckich. Chociaż i tam, zwłaszcza w środowiskach teologicznych będących pod wpływem mocno zsekularyzowanej teologii liberalnej, nie brak głosów kontestujących papieskie nauczanie. Można takie postawy spotkać np. w następujących uczelniach katolickich: Boston College, Catholic University of America i Georgetown University. Natomiast w Europie nie została jeszcze odkryta, „także w Polsce zainteresowanie tym istotnym duchowym i intelektualnym dziedzictwem Jana Pawła II jest tak niewielkie”.

### Ośrodki akademickie rozwijające teologię ciała
Ośrodki akademickie rozwijające teologię ciała w Polsce to przede wszystkim założony przez biskupa Kazimierza Majdańskiego w 1975 r. warszawski Instytut Studiów nad Rodziną (od 2010 r. wydział UKSW) z siedzibą w Łomiankach, lubelski Instytut Nauk o Rodzinie, będący częścią wydziału teologicznego KUL, oraz krakowski Ośrodek Badań nad Myślą Jana Pawła II (UPJP) prowadzony przez prof. Jarosława Kupczaka OP, który uzyskał doktorat w waszyngtońskim Instytucie Studiów nad Małżeństwem i Rodziną im. Jana Pawła II .
Szczególną rolę w rozwijaniu teologii ciała zajmuje, powołany przez Jana Pawła II w 1981 r. w Rzymie, Papieski Instytut Jana Pawła II dla Studiów nad Małżeństwem i Rodziną, działający w ramach Uniwersytetu Laterańskiego. Za model dla powołania tego instytutu posłużył papieżowi Instytut studiów nad rodziną w Łomiankach. Rzymski instytut ma swoje oddziały na wszystkich kontynentach: w Waszyngtonie, w Kotonu w Beninie, w Salvador w Brazylii, w Changanacherry w Indiach, w Meksyku, stolicy Meksyku oraz w pięciu innych ośrodkach (Guadalajara, Monterrey, Mexico León, Guanajuato, Mérida), w Walencji w Hiszpanii, w Melbourne w Australii oraz w Bacolod City w Negros Occidental na Filipinach.
W maju 2007 r. w po-kartuskim klasztorze Gaming w Austrii, należącym do amerykańskiego Franciszkańskiego Uniwersytetu Steubenville, została zorganizowana konferencja poświęcona teologii ciała pt. «Man and Woman He Created Them»: John Paul II's Thelogy of the Body („Mężczyzną i niewiastą stworzył ich”. Jana Pawła II teologia ciała). Konferencja była zorganizowana przez Petera J. Colosiego i zgromadziła uczonych, którzy w Stanach Zjednoczonych i w Europie profesjonalnie zajmują się teologią ciała.

### Teologia ciała w Stanach Zjednoczonych
Jako pierwszy uwagę teologów katolickich w USA na teologię ciała zwrócił w 1985 r. o. Richard Hogan. Refleksja została podjęta i rozwinięta, dzięki utworzeniu w 1988 r. w Waszyngtonie, przy uniwersytecie Catholic University of America, ale odrębnie od niego, uczelni afiliowanej do rzymskiego Papieskiego Uniwersytetu «Lateranum»: John Paul II Institute for Studies on Marriage and Family (Instytut Studiów nad Małżeństwem i Rodziną im. Jana Pawła II w Waszyngtonie). W wyniku działalności Instytutu powstało liczne grono propagatorów teologii ciała w Ameryce północnej. Jednym z najbardziej aktywnych, ale też i wzbudzającym kontrowersje, jest Christopher West, absolwent waszyngtońskiego instytutu. W 2006 r. opublikowano nowy, szeroko opracowany przekład książki Jana Pawła II w tłumaczeniu Michaela Waldsteina. W obszernym wprowadzeniu do książki tłumacz przedstawił intelektualne i duchowe źródła katechez. U korzeni teologii ciała można zauważyć, według niego, m.in. zainteresowania Wojtyły teologią św. Jana od Krzyża oraz próby konfrontacji myśli teologicznej z filozofią Kanta i Schelera.

#### Christopher West
W swej książce Theology of the Body Explained Christopher West – zajmujący się teologią ciała Jana Pawła II od początku lat 90. XX w. – napisał: 

Teologia ciała Jana Pawła II jest często ukazywana jako obszerniejsza katecheza o małżeństwie i miłości seksualnej. Jest ona tym z pewnością, lecz jest jednak także czymś o wiele więcej. Poprzez misterium osoby wcielonej oraz biblijną analogię miłości oblubieńczej, katecheza Jana Pawła II oświeca wspaniałym światłem nadprzyrodzonym całokształt Bożego planu wobec ludzkiego życia, od jego początku do eschatonu.

Zdecydowaną krytykę niektórych ujęć Westa podjęła Alice von Hildebrand, filozof i teolog, wdowa po Dietrichu von Hildebrandzie. Jako główny błąd amerykańskiego propagatora teologii ciała wskazała położenie zbytniego nacisku na miłość erotyczną, bez wzięcia pod uwagę wymogów skromności oraz uwzględnienia skutków grzechu pierworodnego:

Moja ogólna krytyka Christophera Westa zawiera się w tym, że wydaje się, iż nie potrafi uchwycić delikatności, szacunku, prywatności i sakralności sfery seksualnej. A także bagatelizuje skutki Grzechu pierworodnego wobec ludzkiej kondycji.

Alice von Hildebrand określiła podejście Christophera Westa do tematyki miłości mężczyzny i kobiety jako postawę nowoczesnego entuzjasty (ang. modern enthusiast). Nawiązała w tym do katolickiego modernizmu (modern) oraz do książki ks. Ronalda Knoxa (1888–1957) pt. Enthusiasm, opisującej pojawiające się co jakiś czas w historii Kościoła ruchy łatwo podległe błędom.

### Ciało i wstydliwość w ujęciu metafizycznym Karola Wojtyły
Zjawisko naturalnego wstydu z powodu nagości ciała stało się przedmiotem analiz XX w. filozofów z nurtu fenomenologicznego, m.in. Maksa Schelera, Franciszka Sawickiego. Refleksję na ten temat podjął także Karol Wojtyła w rozdziale „Metafizyka wstydu” książki Miłość i odpowiedzialność .

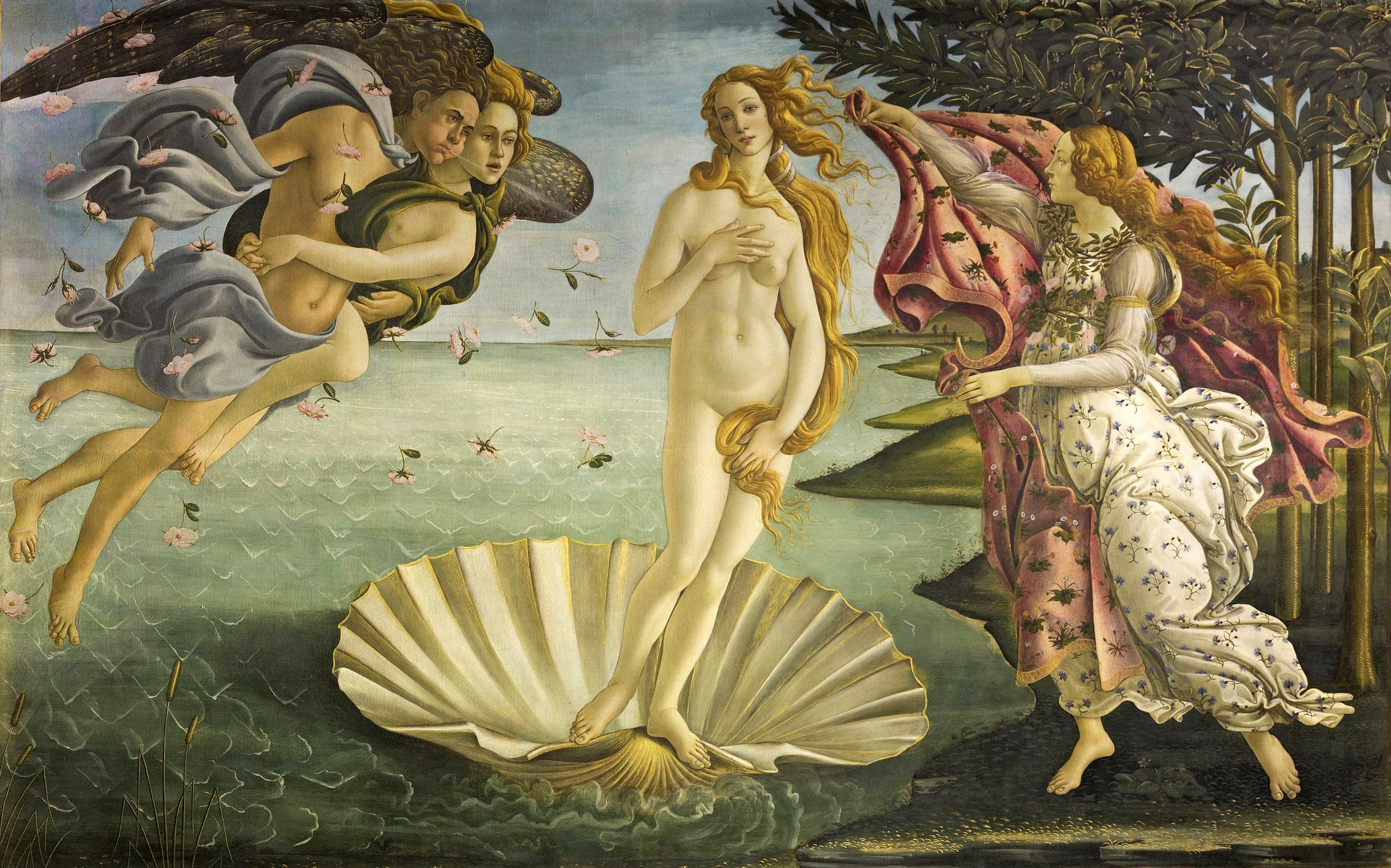
Narodziny Wenus, bogini miłości w mitologii greckiej. Renesansowy obraz Botticellego przeznaczony do sypialni małżonków Medyceuszów. Nagość Wenus równoważą gesty wyrażające naturalną wstydliwość. Galeria Uffizi we Florencji.

#### Interpretacja wstydu
Według Wojtyły tylko człowiek odczuwa wstyd z powodu nagości ciała. Zwierzęta odczuwają jedynie lęk. Jest on wywołany przez jakieś zło, które zagraża. Człowiek odczuwa wstyd, któremu towarzyszy lęk. Lęk jest jednak czymś ubocznym. Wstyd jest związany z „wnętrzem” człowieka, z potrzebą „ukrywania, (czyli pozostawania wewnątrz) pewnych treści czy pewnych wartości lub uciekania z nimi do wewnątrz”. Wstyd seksualny jest wstydem ciała, jest potrzebą unikania nagości ciała, zasłaniania szczególnie organów związanych z wymiarem seksualnym człowieka. Jednak, jak podkreślił Karol Wojtyła, potrzeba zakrywania nagości „idzie w parze ze wstydem seksualnym, ale istoty jego nie stanowi”. Istotą wstydu jest bowiem dążenie do ukrycia nie samego ciała, lecz jego wartości seksualnych o ile mogą stanowić „przedmiot użycia” ze strony osób drugiej płci. Dlatego też nie występuje on jeszcze u dzieci, ponieważ funkcje seksualne nie są u nich rozwinięte. Wstydliwość przejawia się inaczej u mężczyzn, inaczej u kobiet. U mężczyzn, wartości seksualne mają bardziej tendencje do wiązania się z „ciałem i płcią jako możliwym przedmiotem użycia”. Naraża to ich jedność z wartością osoby. Ta tendencja nie szanowania kobiety jako osoby, stanowi dla mężczyzn powód do wewnętrznego wstydu. Mężczyzna „wstydzi się, więc przede wszystkim swego sposobu przeżywania wartości seksualnej osób drugiej płci”.
Wojtyła podkreślił, że wstydliwość zostaje przekroczona, zaabsorbowana przez miłość, gdyż „miłość i odniesienie do osoby jako do przedmiotu użycia wykluczają się wzajemnie” .

#### Zjawisko braku wstydu
Można dostrzec, według Wojtyły, także zjawisko braku wstydu lub też jego zaprzeczenia, nazywanego potocznie „bezwstydem”. Autor określa tę postawę następująco:

Bezwstydem ciała nazwiemy taki sposób bycia czy postępowania jakiejś konkretnej osoby, w którym wysuwa ona na pierwszy plan samą wartość seksualną tak dalece, że przesłania istotną wartość osoby. W konsekwencji staje ona niejako w pozycji przedmiotu użycia, w pozycji bytu, do którego można odnieść się używając go tylko (zwłaszcza w drugim znaczeniu słowa „używać”), a nie miłując.

Według Wojtyły pewną formą bezwstydu jest pruderia. Jest ona postawą jedynie zewnętrznego ukrywania wewnętrznej postawy bezwstydu, blisko jej więc do dwulicowości, hipokryzji.
Podkreślił też, że nie można „bezwstydu ciała utożsamiać po prostu i wyłącznie z jego całkowitą lub częściową nagością. Są okoliczności, w których nagość nie jest bezwstydna”.
Bezwstyd występuje, gdy dochodzi do nieposzanowania nagiej osoby, poprzez sprowadzenie jej do obiektu seksualnego pożądania. Kiedy nie respektuje się wartości osoby, a celem obnażenia ciała jest budzenie pożądliwości ciała. W pewnych okolicznościach, na przykład w sztuce, nagość ciała ludzkiego jest wyrazem dążenia do ukazania całej prawdy o człowieku. Może zajść sytuacja, że bezwstyd może zaistnieć jedynie po stronie osoby patrzącej, która nie wystrzega się wewnętrznej postawy użycia.
Karol Wojtyła ukazał potrzebę roztropności w odniesieniu do nagości:

Otóż tak jak istnieją pewne sytuacje obiektywne, w których nawet całkowita nagość ciała nie jest bezwstydna, ponieważ właściwą funkcją tej nagości nie jest wywoływanie odniesienia do osoby jako do przedmiotu użycia, tak też z pewnością istnieją różne funkcje różnych strojów, różnych sposobów ubierania się i związanego z tym częściowego obnażania ciała, np. przy pracy fizycznej podczas upału, w kąpieli, u lekarza. Jeśli więc chodzi o moralną kwalifikację tych różnych strojów, to trzeba wyjść od tych różnych funkcji, jakie mają do spełnienia. Kiedy osoba używa takiego stroju w ramach jego obiektywnej funkcji, wówczas nie można w tym widzieć bezwstydu, chociaż strój ten jest związany z częściowym obnażeniem ciała. Bezwstydne natomiast będzie użycie takiego stroju poza jego właściwą funkcją, i tak też musi być odczute. Dla przykładu: nie jest bezwstydem używanie stroju kąpielowego w kąpieli, natomiast jego używanie na ulicy czy choćby na spacerze kłóci się z wymogami wstydu .